# Gladiolus curtilimbus
Gladiolus curtilimbus är en irisväxtart som beskrevs av Paul Auguste Duvigneaud, Van Bockstal och S.Córdova. Gladiolus curtilimbus ingår i släktet sabelliljor, och familjen irisväxter. Inga underarter finns listade i Catalogue of Life.